# Lili Francks
Lili Francks (* 17. Oktober 1945; auch Red Eagle bzw. Lili Red Eagle Francks) ist eine kanadische Schauspielerin und Tänzerin.

## Leben und Leistungen
Ihre Vorfahren sind indianisch, vom Stamm der Cree, und afroamerikanisch. Lili Francks gehört der Plains Cree First Nation an und trägt den Namen Red Eagle. Sie war mit dem kanadischen Schauspieler, Sänger und Musiker Don Francks verheiratet. Ihre beiden Kinder, Cree Summer und Rainbow Sun Francks, sind ebenfalls Schauspieler und Sänger.
1967 sang sie im Musical Sweet Charity im Prince of Wales Theatre im Londoner West End mit Juliet Prowse in der Titelrolle. Zu Beginn ihrer Berufslaufbahn im Film spielte Lili Francks eine kleinere Nebenrolle im naturalistischen Anti-Western McCabe & Mrs. Miller (1971) von Regisseur Robert Altman mit Warren Beatty in der tragischen Hauptrolle. Zu sehen ist sie weiter in der Krimikomödie Dollarrausch (A Man, a Woman and a Bank) (1979) mit Donald Sutherland und der Komödie Nummer 5 gibt nicht auf (Short Circuit 2) (1988) mit Fisher Stevens. Im Filmmusical Stepping Out (1991) mit Liza Minnelli trat sie als Tänzerin auf. Eine kleinere Rolle hatte sie in Jenseits der Unschuld (Guilty as Sin) (1993) mit Rebecca De Mornay und Don Johnson. Weitere Nebenrollen folgten in den Fernsehfilmen Christmas Love (A Holiday to Remember) (1995) mit Connie Sellecca, Defenders 3 – Gegen das Gesetz (The Defenders: Taking the First) (1998) mit Beau Bridges und Flammen der Leidenschaft – Eine wahre Geschichte (Enslavement: The True Story of Fanny Kemble) (2000) mit Jane Seymour. Im Filmdrama An ihrer Seite (Away From Her) (2006) von Regisseurin und Drehbuchautorin Sarah Polley ist sie mit Julie Christie zu sehen.
Wiederholt stand Francks auf der Theaterbühne, z. B. im Januar und Februar 1992 in The Wonder of Man: A Black Woman's Trip Through the Galaxy von Regisseurin Djanet Sears. Ebenfalls im Februar 1992 wirkte sie in Martha and Elvira von Regisseurin Alison Sealy-Smith mit. Das Stück Perfect on Paper von Autorin Marcia Johnson wurde von Regisseurin Mimi Mekler im Jahr 2001 beim Toronto Fringe Festival unter Mitwirkung von Francks in Szene gesetzt. Im Februar 2002 war sie im Stück The Adventures of a Black Girl in Search of God von Autorin und Regisseurin Djanet Sears. Es folgte El Paso von Autor Michael Miller und von Regisseur Philip Akin im Oktober 2002 im Factory Theatre in Toronto. Im Mai 2004 spielte sie in Consecrated Ground von Autor George Boyd und von Regisseur David Collins im Factory Theatre.
Im Oktober und November 2005 trat Francks in Toronto im Tarragon Theatre auf. Sie verkörperte die Erzählerin Althea, die weibliche Hauptrolle im Theaterstück Goodness von Autor Michael Redhill. Regisseur war Ross Manson. Im August 2006 gastierte sie mit dieser Inszenierung im Traverse Theatre, in Edinburgh. Im März 2007 erfolgte die US-amerikanische Ur-Aufführung in NYC im Off-Off-Broadway-Theater Performance Space 122.

## Filmografie (Auswahl)
- 1971: McCabe & Mrs. Miller
- 1979: Dollarrausch bzw. Der Trick mit dem großen Geld (A Man, a Woman and a Bank)
- 1981: Cagney & Lacey (Pilotfilm der Fernsehserie)
- 1985: Frei für eine neue Liebe (Letting Go)
- 1987: Die Waffen des Gesetzes (Street Legal) (Folge Fever of the Blood)
- 1988: Nummer 5 gibt nicht auf (Short Circuit 2)
- 1991: Stepping Out
- 1992: Nick Knight – Der Vampircop (Forever Knight) (Folge 1.07 False Witness)
- 1993: Combat Zone (Spenser: Ceremony)
- 1993: Jenseits der Unschuld (Guilty as Sin)
- 1994: Der Kuss des Skorpions bzw. Verheiratet mit einem Mädchenmörder (Fatal Vows: The Alexandra O'Hara Story)
- 1994: Geschändet hinter Gittern (Against Their Will: Women in Prison)
- 1995: Tod auf Trauschein (A Vow to Kill)
- 1995: Christmas Love (A Holiday to Remember)
- 1996: Dangerous Offender: The Marlene Moore Story
- 1998: Der Macher – Im Sumpf der Korruption (The Fixer)
- 1998: Defenders 3 – Gegen das Gesetz (The Defenders: Taking the First)
- 1999: Dangerous Evidence: The Lori Jackson Story
- 1999: Zweimal im Leben (Twice in a Lifetime) (Folge Sixteen Candles)
- 1999: Das dritte Wunder (The Third Miracle)
- 1999: Sirens bzw. Sirens – Kaltblütige Killer (Sirens)
- 2000: Flammen der Leidenschaft – Eine wahre Geschichte (Enslavement: The True Story of Fanny Kemble)
- 2003: Sounder
- 2003: Blue Murder (Folge Love and Marriage)
- 2006: Grossology (Folgen Queen for a Day, Club Parasites) (Synchronstimme)
- 2006: An ihrer Seite (Away From Her)